# Puławy
Puławy este un oraș în Polonia. Oraș în care este instalat unul dintre cel mai mare combinate chimice «Azoty».

## Personalități născute aici
- Franciszek Lessel (1780 - 1838), compozitor;
- Jan Feliks Piwarski (1794 - 1859), pictor;
- Jerzy Harasymowicz (1933 - 1999), poet;
- Bartosz Opania (n. 1970), actor;
- Kinga Achruk (n. 1989), handbalistă.